# Valéria Héjjas
Dans le nom hongrois Héjjas Valéria, le nom de famille précède le prénom, mais cet article utilise l’ordre habituel en français Valéria Héjjas, où le prénom précède le nom.
Valéria Héjjas est une joueuse hongroise de volley-ball née le 4 juillet 1980 à Szarvas. Elle mesure 1,83 m et joue réceptionneuse-attaquante. Elle totalise 33 sélections en équipe de Hongrie.

## Clubs
| Club                      | Pays       | De        | À         |
| ------------------------- | ---------- | --------- | --------- |
| BSE                       | Hongrie    | 1998-1999 | 2001-2002 |
| Jászberény                | Hongrie    | 2002-2003 | 2002-2003 |
| Kansas State University   | États-Unis | 2003-2004 | 2004-2005 |
| Istres Sports Volley-Ball | France     | 2006-2007 | 2009-2010 |
| Nantes Volley             | France     | 2010-2011 | …         |

## Palmarès
- Coupe de Hongrie
  - Finaliste :  2003
- Championnat de Hongrie
  - Finaliste :  2002